# Reprezentacja Angoli w koszykówce kobiet
Reprezentacja Angoli w koszykówce kobiet narodowy zespół koszykarek Angoli. Reprezentuje swój kraj w rozgrywkach międzynarodowych.
Obecnie trenerem reprezentacji jest Aníbal Moreira. Reprezentacja Angoli, największy sukces w historii, odniosła w 2011 r. zdobywając mistrzostwo Afryki. 

## Sukcesy
- Mistrzostwa Afryki:
  -  2011
  -  1994, 2007, 2009